# Arco di San Catello
L'Arco di San Catello è un monumento sito nel luogo dove era presente un'antica porta della città di Castellammare di Stabia.

## Storia
Nel luogo dove ora sorge l'arco, sin dal XIV secolo era ubicata una delle porte della città: la porta del Quartuccio. Questa porta, insieme con tutta la muraglia difensiva, fu, in parte, demolita, perché ormai inutile, nel 1790 circa. 
Una trentina di anni dopo, nel 1819, Vincenzo Vingiani, al fine di ingrandire il suo palazzo, chiese la definitiva demolizione del residuo arco di fabbrica, ma la strenua opposizione di Saverio Scelzo, primo proprietario dell'attiguo palazzo, poi detto Martingano, che ottenne l'intervento personale dell'Intendente della Provincia, impedì tale progetto. Non restò che un residuo arco di fabbrica sul quale fu collocata una poderosa statua di San Catello in seguito ad una richiesta del 1840 da parte di Gaetano Martingano, proprietario dell'adiacente immobile. 
Nell'anno 1995 la zona è stata restaurata ed è stata affissa da parte dell'Amministrazione Comunale la seguente lapide composta dal prof. Pippo D'Angelo: È questa l'antica Porta marina del Quartuccio, risalente al XIV secolo, dove si esigeva da tutti i carri che entravano in Città la Gabella del Quartuccio. Nel 1790 circa fu in parte demolita e, poi, ricostruita, a cura del Comune, nel 1819.